# Coming into Los Angeles
Coming Into Los Angeles (in inglese: Arrivando a Los Angeles) è una canzone di Arlo Guthrie, che aveva cantato il venerdì 15 agosto 1969 al  Festival di Woodstock.
L'inserimento di questo brano nel documentario di Michael Wadleigh ha fatto sì che sia divenuto uno dei lavori più memorabili di Arlo Guthrie. La novità e l'atteggiamento antiautoritario sono state le componenti chiave di questo che è diventato l'inno della controcultura degli anni '60.

## Storia  e testo
Nella canzone Arlo Guthrie parla di un viaggio che aveva fatto anni prima, ma molti dettagli sono un po' confusi, l'autore aveva riferito: Stavo volando da Londra a Los Angeles, non so quale compagnia aerea fosse, era intorno al 1968 - beh, so che era dopo il 1965. Era tra il 1966 e il 1968. Avevo 18 o 19 anni. scusa, è stato tanto tempo fa. 
Il volo sembrava un po' teso, in realtà era il passeggero Guthrie che aveva una ragione per i suoi nervi scossi; infatti suoi amici di Londra gli avevano consegnato alcuni regali e, dopo il decollo, dopo averne aperto uno, trovò della merce che non si poteva trasportare se non di contrabbando, per questo motivo fece il viaggio con la tensione di un contrabbandiere e, più tardi, questo episodio gli ispirò questa canzone.
Nel montaggio del documentario sul Festival di Woodstock di Michael Wadleigh il brano suona mentre dei giovani capelloni si passano dei joint, così la canzone divenne immediatamente la colonna sonora di una generazione che soffiava il fumo in faccia all'autorità.

## Altre incisioni
- 1970, Woodstock: Music from the Original Soundtrack and More